# سگ‌های دریایی
سگ‌های دریایی (انگلیسی: Sea Dogs) یک فیلم کمدی صامت کوتاه به کارگردانی ویلارد لوئیس است که در سال ۱۹۱۶ منتشر شد. از بازیگران این فیلم می‌توان به اولیور هاردی، برت تریسی و بیلی روژ اشاره کرد.